# Emma Acs
Emma Acs (født 1991) er en dansk rocksangerinde.
Sammen med sit band The Inbred Family, har de i 2011 udgivet deres debutalbum Champagne på A:larm Music.

## Diskografi
- Champagne LP/CD/DD (2011, A:larm Music)
- Fever DD single (2011, A:larm Music)
- We Make Sense 7" single (2010)